# Kjersti Toppe

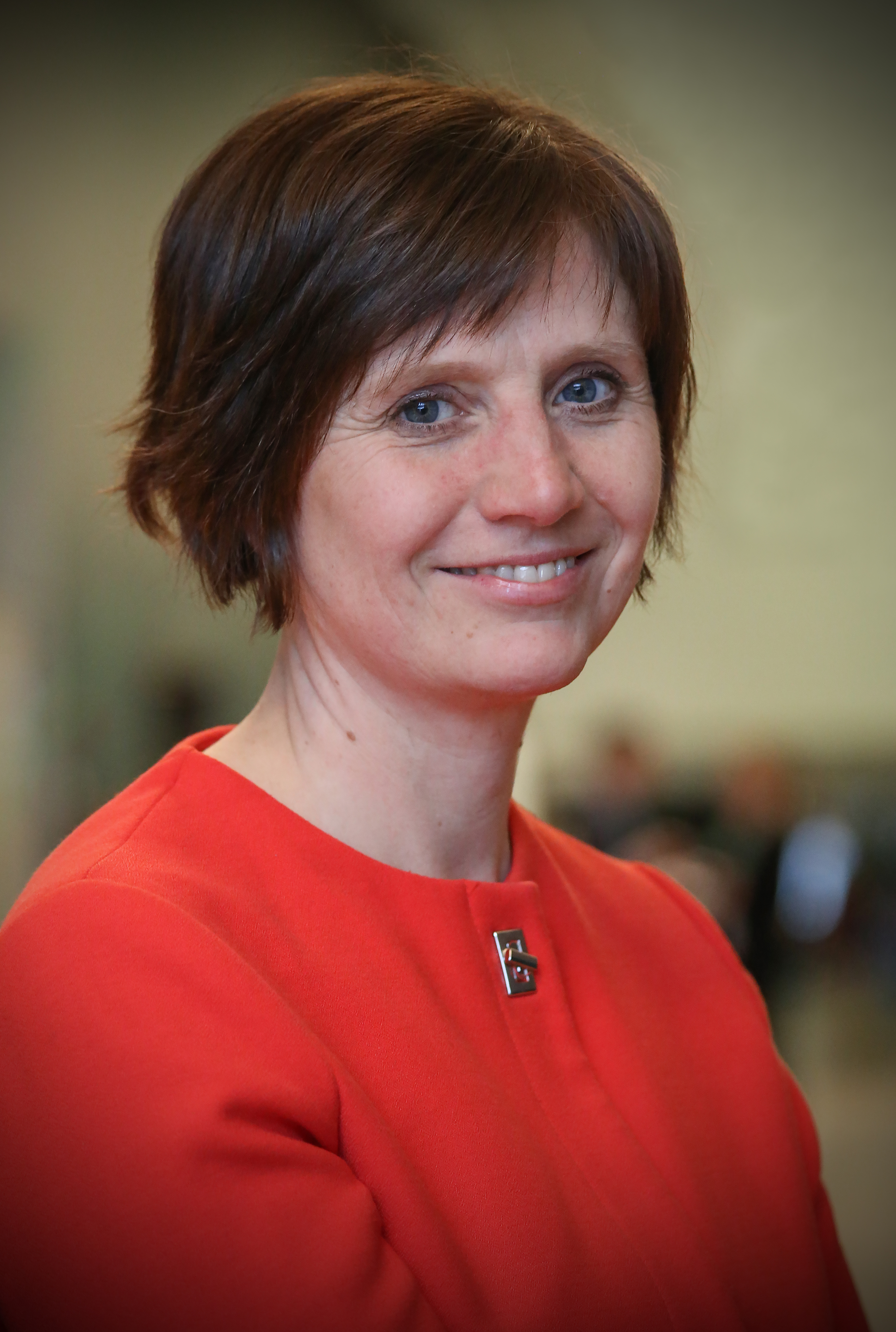
Kjersti Toppe, 2017

Kjersti Toppe (* 20. Oktober 1967 in Bergen) ist eine norwegische Politikerin der Senterpartiet (Sp). Seit 2009 ist sie Abgeordnete im Storting. Von Oktober 2021 bis Februar 2025 war sie die Kinder- und Familienministerin ihres Landes.

## Leben
Nach dem Besuch des Gymnasiums studierte Toppe von 1986 bis 1992 Medizin an der Universität Bergen. Von 1996 bis 1997 war sie als Ärztin im Dienste der Kommune Bremanger (Kommunelege), von 1999 bis 2002 für Bergen. In der Zeit zwischen 2003 und 2009 war sie Mitglied im Stadtrat von Bergen. Zudem war sie von 2007 bis 2009 Abgeordnete im Fylkesting des damaligen Fylkes Hordaland.
Toppe zog bei der Parlamentswahl 2009 erstmals in das norwegische Nationalparlament Storting ein. Dort vertritt sie den Wahlkreis Hordaland und wurde zunächst stellvertretende Vorsitzende im Gesundheits- und Pflegeausschuss. Sowohl nach der Wahl 2013 als auch nach der Wahl 2017 wurde sie erneut in diese Position gewählt. Im Oktober 2017 wurde sie zur stellvertretenden Fraktionsvorsitzenden ihrer Partei gewählt. In der Stortingsperiode 2018/19 war sie die Abgeordnete mit den meisten Anfragen und Beiträgen. Sie kritisierte dabei unter anderem die Handhabung der Luftambulanz durch die Regierung Solberg.
Am 14. Oktober 2021 wurde Toppe in der neu gebildeten Regierung Støre zur Kinder- und Familienministerin ernannt. Sie schied nach dem Regierungsaustritt der Senterpartiet am 4. Februar 2025 aus dem Amt aus. Ihre Nachfolgerin wurde Lene Vågslid. Nachdem sie als Mitglied der Regierung ihr Mandat im Storting ruhen lassen musste und von ihrem Parteikollegen Hans Inge Myrvold vertreten worden war, kehrte sie im Februar 2025 ins Storting zurück. Dort wurde sie erneut Mitglied im Gesundheits- und Pflegeausschuss.
Toppe ist die Mutter von sechs Kindern, die zwischen 1992 und 2004 zur Welt kamen.